# Josip Ernest Matijević
Josip Ernest Matijević (Ivanić, 1742. − 1808.), hrvatski gramatičar. 

## Životopis
Rodio se je u Ivaniću 1742. u obitelji koja je podrijetlom iz Bosne. Autor je hrvatske gramatike na kajkavskom standardu Horvatzka Grammatika oder kroatische Sprachlehre koja mu je objavljena posmrtno, 1810. godine. Drugo poznatije djelo mu je Pomum granatum oder der wahre Kern der deutschen Sprache, kroatisch expliziert, objavljeno u Zagrebu 1771. godine.
Napisao je hrvatski lekcionar na kajkavskom narječju: Raztolnachenya evangeliumov nedelyneh (1796.)

## Vanjske poveznice
- Pomum granatum: worinnen durch die in dem Löbl. Warasdiner Generalat übliche Croatische Redens Art der wahre Kern der Deutschen Sprache expliciret wird (1771.), digitalna.nsk.hr
- Raztolnachenya zverhu velikoga katekismusha
  - Ztran I. Od Vere (1796.), books.google.hr
  - Ztran I. Od Vere Razdelenye drugo (1796.), books.google.hr
  - Ztran II. Od Ufanya (1796.), books.google.hr
  - Ztran III. Od Lyubavi Razd. 1-10 (1797.), books.google.hr
  - Ztran III. Od Lyubavi Razd. 11-19 (1797.), books.google.hr
- Raztolnachenye evangeliumov nedelyneh: jedna kniga chtenya za varaskoga, y ladanzkoga chloveka
  - Ztran I. Razd. I. (1796.), books.google.hr
  - Ztran II. Razd. III. (1797.), books.google.hr
  - Ztran II. Razd. II. (1799.), books.google.hr
- Horvaczka grammatika, oder Kroatische Sprachlehre zum Gebrauch aller jener besonders der Deutschen Kroatiens Einwohner (1810.), digitale-sammlungen.de